# Kadıköy, Malazgirt
Kadıköy là một xã thuộc huyện Malazgirt, tỉnh Muş, Thổ Nhĩ Kỳ. Dân số thời điểm năm 2011 là 234 người.